# 小行星4831
小行星4831（4831 Baldwin）是一颗绕太阳运转的小行星，为主小行星带小行星。该小行星于1988年9月14日发现。

## 轨道参数
小行星4831的轨道半长轴为3.0967105 UA，离心率为0.108。